# Pandemia de COVID-19 na Eritreia
Este artigo documenta os impactos da pandemia de COVID-19 na Eritreia e pode não incluir todas as principais respostas e medidas contemporâneas.

## Cronologia
Em 21 de março, o primeiro caso de COVID-19 na Eritreia foi confirmado, tratando-se de um cidadão local que havia viajado para a Noruega.
Como medida profilática, o governo pediu para que os cidadãos não viajassem par outros países, além de impor a quarentena para os que visitaram recentemente a China, Itália, Coreia do Sul e Irã.